# Burg (Saksonia-Anhalt)
Burg (łuż. Bor) – miasto powiatowe położone w Niemczech, w kraju związkowym Saksonia-Anhalt, siedziba powiatu Jerichower Land, nad kanałem Łaba-Hawela, ok. 25 km na północny wschód od Magdeburga.
25 maja 2002 przyłączono do miasta gminę Ihleburg, a 1 lipca 2009 gminę Reesen.

## Nazwa
Według niemieckiego językoznawcy Heinricha Adamy’ego wcześniejszą od niemieckiej nazwy miejscowości była nazwa Bor oznaczającą po łużycku oraz w staropolszczyźnie las iglasty - bór. W swoim dziele o nazwach miejscowych na Śląsku wydanym w 1888 roku we Wrocławiu wymienia jako najstarszą zanotowaną nazwę miejscowości Bor podając jej znaczenie "Schwarzwald" czyli po polsku "Czarny las, bór".

## Historia
Pierwsza wzmianka o Burg pochodzi z 948, kiedy to dawna osada słowiańska została wcielona w obszar arcybiskupstwa magdeburskigo. Założono wówczas dzisiejsze Górne Miasto. Wraz z biskupem Magdeburga Wichmannem, na te tereny przybyli osadnicy z sąsiedniej krainy historycznej Fläming. Stworzyli w założonym ok. 1150 roku Dolnym Mieście (Unterstadt) zaplecze gospodarcze i handlowe, pomiędzy nowo powstałą przez Albrechta Niedźwiedzia, Marchią Brandenburską (który także rościł sobie wpływy nad nowo powstałym ośrodkiem), a Magdeburgiem. Z tego czasu pochodzi kościół pw. Św. Mikołaja (Nicolaikirche) na Dolnym Mieście. W XIII wieku miasto otrzymało nowe obwarowania, dwa niegdyś odrębne ośrodki – Dolne i Górne Miasto
(osada powstała w XIII w. wokół kościoła NMP Unser Lieben Frauen) stały się odtąd jednym organizmem miejskim.
Po pokoju westfalskim, Fryderyk Wilhelm I (Wielki Elektor) wcielił miasto w obręb Brandenburgii.
Od 1846 przez Burg przebiega linia kolejowa łącząca Magdeburg z Berlinem.
W mieście przebywał Theodor Fontane pracował tu jako farmaceuta, w tym miejscu napisał też kilka swoich noweli i opowiadań. 
W 1780 urodził się tutaj pruski teoretyk wojny, generał i pisarz Carl von Clausewitz.
W dobie NRD nieopodal tej miejscowości znajdowała się siedziba radia Wołga, stacji radiowej wojsk sowieckich okupujących wschodnią część Niemiec.

## Zabytki

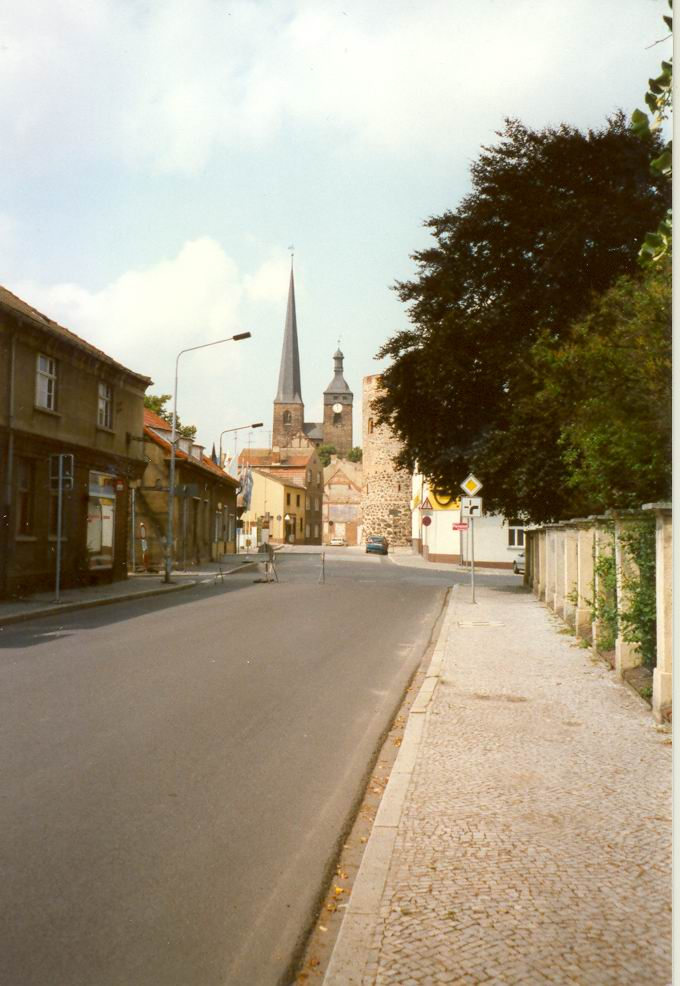
Fragment miasta z widokiem na kościół NMP (Unser Lieben Frauen)

- wieża Czarownic (Hexenturm) – gotycka, z pozostałościami XII-wiecznych obwarowań
- wieża-brama zwana Berlińską (Berliner Torturm) – XIV w.
- ratusz, wzmiankowany w 1224, kilkakrotnie przebudowany, ostatnio w XIX w.
- kościół NMP (Unser Lieben Frauen) na Górnym Mieście, romański, wzmiankowany w 1186, rozbudowany w stylu gotyckim w 1356 (prezbiterium) oraz w latach 1412–1455 korpus nawowy. We wnętrzu bogate barokowe wyposażenie (ołtarz główny, stalle, ambona, chrzcielnica) wykonane przez magdeburskiego snycerza Michaela Spießa.
- romański kościół Św. Mikołaja (Nicolaikirche) na Dolnym Mieście. Wzmiankowany już 1136, zachował się niemalże w niezmienionej postaci. Jest to trzynawowa bazylika powstała z granitowych ciosów kamiennych. O romanizmie poświadczają także liczne apsydy główna zamykająca prezbiterium, dwie boczne oraz dwie w transepcie. Wystrój wnętrza barokowy, m.in. ambona z 1610 dzieło Michaela Spießa.
- kościół Św. Jana (Sankt Johannes)
- kilka budynków o konstrukcji szkieletowej (XVIII-XIX w.) m.in. przy Brüderstraße, Schulstraße, oraz na placu Platz der Weltjugend.

Burg jest jednym z miejsc północnej trasy tzw. Traktu Romańskiego, trasy turystycznej łączącej X-XIII wieczne zabytki w obrębie Saksonii-Anhalt.

## Gospodarka
W mieście rozwinął się przemysł maszynowy, skórzany, drzewny oraz włókienniczy.

## Współpraca
Miejscowości partnerskie:
- Afandu, Grecja
- Gummersbach, Nadrenia Północna-Westfalia
- La Roche-sur-Yon, Francja
- Tira, Izrael